# Vito Ortelli
Vito Ortelli (Faenza, 5 de julio de 1921-Faenza, 24 de febrero de 2017) fue un ciclista italiano que fue profesional entre 1942 y 1952. En su palmarés destacan dos campeonatos nacionales de persecución (1945, 1946), uno en ruta (1948) y una victoria de etapa al Giro de Italia de 1946, en que finalizó tercero de la clasificación general. 

## Palmarés
- 1942
  - 1.º en el Giro de Toscana
- 1945 
  - Campeón de Italia de persecución 
  - 1.º en la Milà-Turín
- 1946
  - Campeón de Italia de persecución 
  - 1.º en la Milà-Turín
  - Vencedor de una etapa del Giro de Italia
- 1947
  - 1.º en el Giro del Piamonte
- 1948 
  - Campeón de Italia en ruta
  - 1.º en el Giro della Romagna

### Resultados al Giro de Italia
- 1946. 3.º de la clasificación general. Vencedor de una etapa. Trae la maglia rosa durante 6 etapas
- 1947. 12.º de la clasificación general
- 1948. 4.º de la clasificación general. Trae la maglia rosa durante 5 etapas
- 1950. Abandona (3.ª etapa)